# Селезнёв, Георгий Никитович
Георгий Никитович Селезнёв (23 мая 1924 — 9 марта 1945) — участник Великой Отечественной войны, полный кавалер ордена Славы.

## Биография
Родился 23 мая 1924 года в деревне Ворово Малоархангельского уезда Орловской губернии в семье крестьянина. Русский. Окончил 6 классов. Работал в колхозе разнорабочим. В ноябре 1941 года гитлеровцы оккупировали село, но уже через месяц оно было освобождено.
В марте 1942 года был призван в Красную Армию. После месячной подготовки был зачислен 409-й стрелковый полк 137-й стрелковой дивизии, с которым прошел весь боевой путь. Освобождал родную Орловскую область, Белоруссию и Польшу. Особо отличился в боях в Восточной Пруссии.
12 августа 1944 года у населенного пункта Вымены Русь (23 км восточнее города Чижев, Польша) красноармеец Селезнёв вместе с другими бойцами скрытно проник в расположение противника, засек огневые точки врага. При возвращении на свои позиции был обнаружен, вступил в бой, огнем из автомата лично сразили 8 солдат, одного захватили в плен. Пленный подтвердил правильность полученных разведданных.
Приказом по частям 137-й стрелковой дивизии (№ 158/н) от 27 августа 1944 года красноармеец Селезнёв Георгий Никитович награжден орденом Славы 3-й степени.
25 января 1945 года в бою у населенного пункта Геттендорф (18 км севернее города Морунген, Восточная Пруссия, ныне город Моронг, Польша) старший сержант Селезнёв со своим отделением в числе первых ворвался траншею противника, гранатами уничтожил тяжелый пулемет с расчетом.
Приказом по войскам 48-й армии (№ 682/н) от 10 февраля 1945 года старший сержант Селезнёв Георгий Никитович награжден орденом Славы 2-й степени.
19 февраля 1945 года, на подступах к восточно-прусскому городу Браунсбергу (ныне город Бранево, Польша) 137-я стрелковая дивизия выдержала несколько мощных контратак фашистов. Командир отделения Селезнёв, организуя оборону, был ранен (это было уже его пятое ранение), но из боя не ушёл, лично уничтожив 10 гитлеровцев. Ранение был легкое и он вскоре вернулся в строй.
27 февраля 1945 года вместе со своим отделением, форсировал реку Ногат (это один из рукавов Вислы) в 11 километрах юго-западнее города Эльбинг (ныне Эльблонг, Польша) в тот момент, когда на реке начался ледоход. В момент переправы, когда в результате ожесточённого обстрела противника был убит командир взвода, Селезнёв принял командование на себя, и его взвод первым преодолел реку, ворвавшись в населённый пункт Хорстербуш. Заняв круговую оборону в каменных домах, бойцы Селезнёва до подхода основных сил сумели отбить несколько гитлеровских атак. В ходе боя многие бойцы взвода героически пали, но старший сержант огнём из пулемёта и гранатами сумел удержать занятую позицию, в результате чего обеспечил всей 137-й стрелковой дивизии плацдарм для дальнейшего наступления (до километра в глубину и до полутора по фронту).
Указом Президиума Верховного совета СССР от 19 апреля 1945 года старший сержант Селезнёв Георгий Никитович награжден орденом Славы 1-й степени. Стал полным кавалером ордена Славы.
Высокую награду получить не успел. Старший сержант Селезнев погиб в бою 3 марта 1945 года во время боя за местечко Фюрстенау, в трёх километрах от восточно-прусского города Тигенхоф (ныне — Новы-Двур-Гданьский, Польша).
Похоронен в братской могиле в деревне Кмецин (бывшая Фюрстенау, ныне в гмине Новы-Двур-Гданьский, Поморское воеводство, Польша).

## Награды
- Орден Славы 1-й степени (19.04.1945)
- Орден Славы 2-й степени (10.02.1945)
- Орден Славы 3-й степени (23.02.1943)
- Медаль «За отвагу» (СССР) (23.02.1943)